# كأس الهادي شاكر
كأس الهادي شاكر هي مسابقة كرة القدم التونسية تأسست في عام 1959 من قبل الجامعة التونسية لكرة القدم ولعبت لآخر مرة في عام 1968. كان يطلق عليها الهادي شاكر، رمز الحركة الوطنية التونسية الذي قتل يوم 13 سبتمبر 1953 من قبل اليد الحمراء.

## التاريخ
تأسست هذه المسابقة رسميا في عام 1959. وقد نشبت في وقت لاحق على أنها نسخة كأس سوبر لطبعتين. ومن حفر والفائز ببطولة تونس الفائز في كأس في تونس في عام 1961، والفائز من ضعف الدوري والكأس في منافسه النهائي من الكأس في عام 1962. أما بالنسبة للالإصدارات التالية، وتكرس ذلك للأندية والتي يتم إزالتها من كأس تونس من مرحلة خروج المغلوب وحتى الدور قبل النهائي. نهائيات المسابقة تجري في صفاقس، مسقط رأس هادي شاكر، فيما عدا الطبعات الثلاث الأولى التي لعبت في تونس.

## قائمة البطولات
| نهائيات كأس الهادي شاكر | نهائيات كأس الهادي شاكر | نهائيات كأس الهادي شاكر | نهائيات كأس الهادي شاكر  | نهائيات كأس الهادي شاكر |
| السنة                   | البطل                   | النتيجة                 | الوصيف                   | المكان                  |
| ----------------------- | ----------------------- | ----------------------- | ------------------------ | ----------------------- |
| 1959                    | الإتحاد الرياضي التونسي | 2 – 0                   | الشباب الرياضي المطوي    | مدينة تونس              |
| 1960                    | لم تلعب                 | لم تلعب                 | لم تلعب                  | لم تلعب                 |
| 1961                    | الملعب التونسي          | 1 – 0                   | المستقبل الرياضي بالمرسى | مدينة تونس              |
| 1962                    | الملعب السوسي           | 2 – 0                   | الملعب التونسي           | مدينة تونس              |
| 1963                    | النادي الرياضي الصفاقسي | 4 – 1                   | الإتحاد الرياضي التونسي  | صفاقس                   |
| 1964                    | الملعب التونسي          | 1 – 4                   | النجم الرياضي الساحلي    | صفاقس                   |
| 1965                    | النجم الرياضي الساحلي   | 3 – 1                   | النادي الرياضي الصفاقسي  | صفاقس                   |
| 1966                    | النادي الرياضي الصفاقسي | 1 – 0                   | سكك الحديد الصفاقسي      | صفاقس                   |
| 1967                    | نادي سكك الحديد التونسي | 1 – 0                   | أولمبيك الكاف            | صفاقس                   |
| 1968                    | الترجي الرياضي التونسي  | 5 – 1                   | أولمبيك الكاف            | صفاقس                   |

## سجل التتويجات
| النادي                   | البطل          | الوصيف         | مشاركات |
| ------------------------ | -------------- | -------------- | ------- |
| النادي الرياضي الصفاقسي  | 2 (1963، 1966) | 1 (1965)       | 3       |
| الملعب التونسي           | 2 (1961، 1964) | 1 (1962)       | 3       |
| النجم الرياضي الساحلي    | 1 (1965)       | 1 (1965)       | 2       |
| الإتحاد الرياضي التونسي  | 1 (1959)       | 1 (1963)       | 2       |
| الترجي الرياضي التونسي   | 1 (1968)       | —              | 1       |
| نادي سكك الحديد التونسي  | 1 (1967)       | —              | 1       |
| الملعب السوسي            | 1 (1962)       | —              | 1       |
| أولمبيك الكاف            | —              | 2 (1967، 1968) | 2       |
| نادي سكك الحديد الصفاقسي | —              | 1 (1966)       | 1       |
| المستقبل الرياضي بالمرسى | —              | 1 (1961)       | 1       |
| الشباب الرياضي المطوي    | —              | 1 (1959)       | 1       |